# چاعاتای اولوسوی
چاغاتای اولوسوی (ترکی استانبولی: Çağatay Ulusoy؛ زادهٔ ۲۳ سپتامبر ۱۹۹۰) بازیگر و مدل اهل ترکیه است. چاتای اولوسوی حرفه بازیگری را با بازی در مجموعه تلویزیونی اسمش را فریحا گذاشتم (۲۰۱۲–۲۰۱۱) شروع کرد. سپس در نقش اصلی مجموعه تلویزیونی جزر و مد (۲۰۱۵–۲۰۱۳) که اقتباسی از مجموعه تلویزیونی آمریکایی او. سی است به ایفای نقش پرداخت. او در سال ۲۰۱۵ به عنوان بهترین بازیگر مرد سال ترکیه برای مجموعه تلویزیونی جزر و مد انتخاب شد. همچنین او در سال ۲۰۱۰ به عنوان بهترین مدل ترکیه انتخاب شد.
از دیگر سریال‌های درخشان او می‌توان به نفوذی و محافظ اشاره کرد.
اولوسوی جوایز متعددی از جمله جایزه پروانه طلایی، جوایز استایل ال، مرد سال جی‌کیو ترکیه و ستاره تلویزیونی خاورمیانه جی‌کیو را دریافت کرده است.

## زندگی و حرفه
اولوسوی در استانبول، زاده شد. خانواده پدری‌اش ترک‌تبار هستند که از بلغارستان به ترکیه مهاجرت کردند. پدرش وقتی ۱۰ ساله بود مهاجرت کردند. خانواده مادری‌اش ریشه بوسنیایی دارند. او یک برادر کوچکتر بنام آتالای دارد. پس از فارغ‌التحصیلی از دبیرستان، اولوسوی ابتدا در رشته طراحی باغ و محوطه سازی دانشگاه استانبول تحصیل کرد. و در دوران دانشجویی از سن ۱۹ سالگی به عنوان یک مدل شروع به کار کرد.
در سال ۲۰۱۰، برنده مسابقه مدلینگ در ترکیه شد و به عنوان بهترین مدل ترکیه در این سال لقب گرفت و در همین شب به عنوان بهترین مدل سال نیز انتخاب شد. در همان زمان نیز در کلاس‌های بازیگری که توسط آیلا آلگان برگزار می‌شد، شرکت نمود. او اولین پیشنهاد بازیگری اش را برای بازی در نقش اصلی مجموعه تلویزیونی اسمش را فریحا گذاشتم دریافت کرد. در همان سال، اولین فیلم سینمایی اش به نام عقاب‌های آناتولی در نقش مکمل به ایفای نقش پرداخت. اولوسوی در مجموعه تلویزیونی اسمش را فریحا گذاشتم در نقش امیر صراف‌اوغلو به عنوان بازیگر نقش اصلی مرد ظاهر شد. در حالی که دو فصل اول موفق بودند، پس از فصل دوم به علت جدایی بازیگر نقش اصلی زن مجموعه تلویزیونی، هازال کایا بیننده‌های این مجموعه تلویزیونی به شدت کاهش یافتند. فصل سوم تحت عنوانی دیگر به نام راه امیر بر روی آنتن رفت که به موفقیت کمتری دست پیدا کرد و پس از ۱۳ قسمت، ادامه ساخت این مجموعه تلویزیونی در سال ۲۰۱۲ لغو شد.
در سال ۲۰۱۲، اولوسوی همچنین در یک فیلم کوتاه به نام پارانویا، بازی کرد؛ و از سال ۲۰۱۳ تا ۲۰۱۵، اولوسوی در نقش اصلی مجموعه تلویزیونی جزر و مد که اقتباسی از مجموعه تلویزیونی آمریکایی او. سی است در نقش یامان کوپر با سرنای ساریکایا هم بازی شد.
از سال ۲۰۱۶ تا ۲۰۱۷، اولوسوی در مجموعه تلویزیونی نفوذی (بر اساس فیلم سینمایی از دست رفته) در نقش اصلی ظاهر شد.
او در سال ۲۰۱۱ با پروژه ″اسمت را فریحا گذاشتم″ با نقش امیر صراف اوغلو در شبکه شو تی‌وی ظاهر شد که دو فصل به طول انجامید. این مجموعه تلویزیونی در پایان فصل اول به علت جدایی بازیگر نقش اصلی زن مجموعه تلویزیونی هازل کایا با اُفت بیننده مواجه شد و در فصل دوم، با تغییر اسم مجموعه تلویزیونی و تغییر مسیر داستان به کارش ادامه داد و اولوسوی با گیزم کاراجا همبازی شد که پس از مدت کوتاهی به دلیل اُفت شدید بیننده به پایان رسید. وی همچنین در همان سال، در فیلم سینمایی ″عقاب‌های آناتولی″ نیز در کاراکتر احمد اونور ایفای نقش کرد و مورد توجه قرار گرفت.
وی پس از توافق با شرکت فیلم سازیِ ″آی پاپیم″ با مجموعه تلویزیونی جزر و مد از سال ۲۰۱۳ تا ۲۰۱۵ در شبکه استار تی‌وی جلوی بینندگان ظاهر شد. اولوسوی در مجموعه تلویزیونی جزر و مد با سرنای ساریکایا هم‌بازی شد و با ایفای نقش کاراکتر یامان کوپر مورد توجه همگان قرار گرفت و با بازی تحسین برانگیزش همه نگاه‌ها را به سوی خود جذب کرد. چاتای در سال ۲۰۱۵ در مراسم جوایز پروانه طلایی به عنوان بهترین بازیگر مرد سال ترکیه انتخاب شد.
چاتای در سال ۲۰۱۵ مجدداً با کمپانی «آی یاپیم» به توافق رسید و این بار در فیلم دلیبال با کاراکتر باریش آیاز که در این فیلم هم‌بازیش لیلا توغوتلو بود در پرده سینما ظاهر شد. او همچنین با خواندن ترانه mutlu sonsuz (خوشبختی بی پایان) در فیلم دلیبال مورد محبوبیت و توجه بسیاری قرار گرفت.
سومین همکاری چاتای و شرکت آی پاپیم در پایان سال۲۰۱۶ صورت گرفت که چاتای با کاراکتر سارپ ییلماز در مجموعه تلویزیونی نفوذی جلوی دوربین رفت و مورد توجه بسیاری قرار گرفت، به طوری که این مجموعه تلویزیونی در ریتینگ هفتگی مجموعه‌های تلویزیونی در ترکیه همواره اول بود. در پی این همه شهرت، شرکت فیلم‌سازی نتفلیکس که تا آن زمان در ترکیه فعالیت نکرده بود، به اولوسوی درخواست همکاری داد و چاتای نیز پس از بررسی این پیشنهاد را قبول کرد و با اشتراک گذاشتن فیلمی از خودش در صفحه اینستاگرامش تأیید کرد که این ماجرا صحت دارد. او نقش هاکان در مجموعه تلویزیونی محافظ را در چهار فصل بازی کرد.
چاتای اولوسوی با دریافت پانصد هزار لیر ترکیه برای هر قسمت چهل و پنج دقیقه‌ای مجموعه تلویزیونی محافظ گران‌ترین بازیگر ترکیه است. این مجموعه تلویزیونی، اولین مجموعه تلویزیونی ساخت نتفلیکس در ترکیه است.
در سال ۲۰۱۶، اولوسوی به عنوان چهره تبلیغاتی برند پوشاک کالینز در ترکیه معرفی شد و در اولین فیلم تبلیغاتی‌اش با تیلور هیل مدل ویکتوریا سیکرت در آگهی تبلیغاتی این برند به نام Bize Uyar (به ما هشدار میده) هم بازی شد.

## فیلم‌شناسی
| تلویزیونی             | تلویزیونی                      | تلویزیونی         | تلویزیونی           | تلویزیونی           |  |
| سال                   | عنوان                          | نقش               | یادداشت             | کانال               |  |
| --------------------- | ------------------------------ | ----------------- | ------------------- | ------------------- |  |
| ۲۰۱۱–۲۰۱۲             | اسمش را فریحا گذاشتم           | امیر صراف‌اوغلو    | بازیگر اصلی         | Show TV             |  |
| ۲۰۱۲                  | اسمش را فریحا گذاشتم: راه امیر | امیر صراف‌اوغلو    | بازیگر اصلی         | Show TV             |  |
| ۲۰۱۳–۲۰۱۵             | جزر و مد                       | یامان کوپر        | بازیگر اصلی         | Star TV             |  |
| ۲۰۱۶–۲۰۱۷             | نفوذی                          | سارپ ییلماز       | بازیگر اصلی         | Show TV             |  |
| ۲۰۲۰                  | با مدیر برنامه‌ام تماس بگیر     | خودش              | بازیگر مهمان        | Star TV             |  |
| ۲۰۲۴                  | بی رحم                         | داعهان یالچین     | بازیگر اصلی         | FOX/NOW             |  |
| ۲۰۲۵-                 | اشرف رویا                      | اشرف تک           | بازیگر اصلی         | Kanal D             |  |
| فیلم و سریال اینترنتی |                                |                   |                     |                     |  |
| سال                   | عنوان                          | نقش               | یادداشت             | پلتفرم              |  |
| ۲۰۱۸–۲۰۲۰             | محافظ                          | هاکان دمیر/ محافظ | بازیگر اصلی         | Netflix             |  |
| ۲۰۲۱                  | زندگی‌های کاغذی                 | محمد              | بازیگر اصلی         | Netflix             |  |
| ۲۰۲۱                  | کاج سبز                        | سمیح آتش          | بازیگر اصلی         | BluTV               |  |
| ۲۰۲۳                  | خیاط                           | پیامی دوکوماچی    | بازیگر اصلی         | Netflix             |  |
| ۲۰۲۴                  | کبرا                           | گوکهان شاهین‌اوغلو | بازیگر اصلی         | Netflix             |  |
| ۲۰۲۴                  | یک جنتلمن واقعی                | سایگین            | بازیگر اصلی         | Netflix             |  |
| سینما                 |                                |                   |                     |                     |  |
| سال                   | عنوان                          | نقش               | یادداشت             | کارگردان            |  |
| ۲۰۱۰                  | رجب ایودیک ۳                   | Dansçı            | Figüran             | Togan Gökbakar      |  |
| ۲۰۱۱                  | عقاب‌های آناتولی                | Ahmet Onur        | Başrol oyuncusu     | Ömer Vargı          |  |
| ۲۰۱۵                  | دلیبال                         | Barış Ayaz        | Başrol oyuncusu     | Ali Bilgin          |  |
| فیلم کوتاه            |                                |                   |                     |                     |  |
| سال                   | عنوان                          | نوع               | یادداشت             | یادداشت             |  |
| ۲۰۲۱                  | Birdie                         | Kısa film         | Yönetmen / Senarist | Yönetmen / Senarist |  |

## جوایز
- بهترین مدل ترکیه در سال ۲۰۱۰[۸]
- به عنوان بهترین بازیگر نقش اول مرد در یک مجموعه تلویزیونی درام برای مجموعه تلویزیونی جزر و مد در پنجمین فستیوال جوایز ستاره‌های سال ۲۰۱۴
- نامزد جایزه نقره‌ای برای بهترین درام مجموعه تلویزیونی جزر و مد در نهمین جشنواره بین‌المللی جوایز درام سئول کره جنوبی سال ۲۰۱۴ به عنوان بهترین بازیگر نقش اول مرد
- برنده جایزه پروانه طلایی بهترین بازیگر مرد سال در سال ۲۰۱۵ برای مجموعه تلویزیونی جزر و مد
- برنده جایزه خوش‌پوش‌ترین بازیگر مرد از مجله فرانسوی ال در سال ۲۰۱۴
- بهترین ستاره تلویزیونی (gq middle east 2019)
- بهترین بازیگر مرد اینترنتی (Elle awards 2019)
- بهترین بازیگر مرد اینترنتی (Altın Objektif 2019)
- بهترین بازیگر مرد (2017 Magazin oskarlari)
- بهترین بازیگر مرد (2017 epgik universitesi)
- بهترین بازیگر مرد سینمایی (2016 Yildiz teknek)
- بهترین بازیگر مرد (Altin Kelebek 2015)
- بهترین بازیگر مرد (Ege universitesi 2015)
- بهترین بازیگر مرد (Quality Of Magazine 2015)
- بهترین بازیگر مرد (Turkiye gençlik odulleri 2015)
- بهترین بازیگر مرد درام (Altın Objektif Ödülleri 2015)
- بهترین بازیگر مرد صاحب استایل (elle awards2014)
- بهترین بازیگر مرد درام (Ayaklı Gazete 2014)
- بهترین بازیگر مرد (Oyunculer sitesi 2013)
- رتبه یک بهترین مدل سال ۲۰۱۰ (Best model Turkey)